# Naenarosculum tricolor
Naenarosculum tricolor är en stekelart som beskrevs av Heinrich 1967. Naenarosculum tricolor ingår i släktet Naenarosculum och familjen brokparasitsteklar. Inga underarter finns listade i Catalogue of Life.